# Hervé al IV-lea de Donzy
Hervé al IV-lea de Donzy (n. 1173–d. 1223) a fost un nobil francez, participant la Cruciada a cincea și devenit prin căsătorie conte de Nevers.
Prin căsătoria din 1200 cu Mahaut de Courtenay (1188–1257), fiica lui Petru al II-lea de Courtenay, Hervé a devenit conte de Nevers.
Într-o dispută asupra castelului Gien cu Petru de Courtenay, Hervé a tranșat lucrurile în favoarea sa în 1199, după ce îl înfrânsese și capturase pe seniorul său Petru la Cosne-sur-Loire. După moartea lui Petru din 1219, Hervé a preluat și stăpânirea asupra comitatelor de Auxerre și Tonnerre, cu toate că deținerea Auxerre a fost contestată de către marchizul Filip al II-lea de Namur și de Robert I de Courtenay. El va mai achiziționa și Limais, în 1210.
Hervé și contesa sa erau activi în cee ce privește dezvoltarea regiunii Nivernais, stăpânirile sale din jurul Donzy învecinându-se cu Nivernais și cu Burgundia. În 1209, ei au întemeiat abația carteziană de la Bellary. El a restaurat și castelul Musard, din Billy-sur-Oisy, în intervalul 1212-1215. Prioratul de Beaulieu a fost întemeiat în 1214.
În 1204–1205, el a susținut pe francezi împotriva englezilor în luptele pentru Normandia, Poitou și Touraine.
El a fost activ și împotriva ereticilor albigenzi, participând la asediul din 1209 asupra Carcassonne. După revenirea din Egipt din 1219, el s-a aflat la Marmande.
În 1214, a luat parte la bătălia de la Bouvines, de partea împăratului Otto al IV-lea.
În 1217, a participat la invazia franceză asupra Angliei.
Moartea sa a fost adeseori considerată ca fiind un asasinat, prin otrăvire.

## Familia
Fiica lui Hervé cu Mahaut, Agnès de Donzy (1205–1225), s-a căsătorit din 1217 cu Filip de Franța, fiul cel mare al delfinului Franței, viitorul rege Ludovic al VIII-lea al Franței. Filip a murit în anul imediat următor died the following year. Agnès s-a recăsătorit apoi cu Guy de Châtillon (d. 1226), având o fiică, Iolanda de Châtillon, care se va căsători cu Archambaud al IX-lea de Bourbon.